# (31983) 2000 HS21
2000 HS21 (asteroide 31983) é um asteroide da cintura principal. Possui uma excentricidade de 0.17133150 e uma inclinação de 11.69595º.
Este asteroide foi descoberto no dia 28 de abril de 2000 por LINEAR em Socorro.